# Avalanche Software
Avalanche — компанія, яка спеціалізується на розробці комп'ютерних ігор ; дочірнє підприємство Warner Bros. Interactive Entertainment.

## Історія
Avalanche Software була заснована чотирма програмістами, які раніше працювали в Sculptured Software, включаючи Джона Блекберна. Після того, як Sculptured Software була придбана Acclaim Entertainment, четвірка підтримувала контакт з іншим колишнім співробітником Sculptured Software, який роком раніше пішов у Saffire. Четверо були зацікавлені у приєднанні до Saffire, яка шукала програмістів для майбутнього проекту, але не хотіли їздити до офісів компанії у Плезант-Гроув. Натомість власник Saffire переконав їх заснувати власну компанію. Згодом Блекберн та його знайомі заснували Avalanche у жовтні 1995 року, а Блекберн став президентом компанії.
19 квітня 2005 Buena Vista Games (пізніше Disney Interactive Studios), підрозділ з видання відеоігор Walt Disney Company, оголосила, що придбала Avalanche за нерозкриту суму. Buena Vista Games заснувала дочірню студію Avalanche, Fall Line Studio, у листопаді 2006 року. Студія була об'єднана з Avalanche у січні 2009 року. У січні 2013 року Avalanche представила кросплатформену гру Disney Infinity, яка втілює іграшки в життя. 10 травня 2016 через відсутність зростання на ринку реалістичних іграшок і збільшення витрат на розробку, Disney припинила виробництво Disney Infinity і закрила Disney Interactive Studios, включаючи Avalanche. Багато колишніх працівників Avalanche були найняті CastAR для створення нової студії в Солт-Лейк-Сіті.
24 січня 2017 року Warner Bros. Interactive Entertainment оголосила, що придбала і знову відкрила студію, а Блекберн повернувся як її головний виконавчий директор. Першим проектом студії під новим керівництвом стала Cars 3: Driven to Win. Планувалося випустити свою першу незалежну назву з 25 To Life і після придбання Hogwarts Legacy в 2023 році, про що було оголошено на заході PlayStation 5 у вересні 2020 року. Вона буде випущена для Windows, PlayStation 4, PlayStation 5, Xbox One, Xbox Series X/S і Nintendo Switch.
«Hogwarts Legacy» планується випустити у 2023 році як першу незалежну гру Avalanche з того часу, як вона була придбана Warner Bros. Interactive Entertainment. Рольову гру з відкритим світом буде опубліковано видавництвом Portkey Games, що також належить Warner Bros. Interactive Entertainment. Гра була офіційно анонсована в рамках демонстрації PlayStation 5 16 вересня 2020 і згодом була названа «Зіркою вечора» щоденною газетою Die Welt.

## Розроблені ігри
| Год  | Название                             | Платформа(ы)                                                                                     |
| ---- | ------------------------------------ | ------------------------------------------------------------------------------------------------ |
| 1996 | Ultimate Mortal Kombat 3             | Sega Genesis, Super NES                                                                          |
| 1996 | Mortal Kombat Trilogy                | PlayStation                                                                                      |
| 1996 | 2 on 2 Open Ice Challenge            | PlayStation                                                                                      |
| 1997 | Mortal Kombat Mythologies: Sub-Zero  | Nintendo 64                                                                                      |
| 1998 | Off Road Challenge                   | Nintendo 64                                                                                      |
| 1999 | Rampage 2: Universal Tour            | PlayStation, Nintendo 64                                                                         |
| 2000 | Rampage Through Time                 | PlayStation                                                                                      |
| 2000 | Rugrats in Paris: The Movie          | PlayStation, Nintendo 64                                                                         |
| 2000 | Prince of Persia: Arabian Nights     | Dreamcast                                                                                        |
| 2002 | NCAA College Football 2K3            | GameCube, Xbox                                                                                   |
| 2002 | Rugrats: Royal Ransom                | GameCube, PlayStation 2                                                                          |
| 2003 | Tak and the Power of Juju            | GameCube, PlayStation 2                                                                          |
| 2004 | Tak 2: The Staff of Dreams           | GameCube, PlayStation 2, Xbox                                                                    |
| 2005 | Tak: The Great Juju Challenge        | GameCube, PlayStation 2, Xbox                                                                    |
| 2005 | Dragon Ball Z: Sagas                 | GameCube, PlayStation 2, Xbox                                                                    |
| 2005 | Chicken Little                       | GameCube, PlayStation 2, Xbox, Windows                                                           |
| 2006 | 25 to Life                           | PlayStation 2, Xbox, Windows                                                                     |
| 2006 | Chicken Little: Ace in Action        | PlayStation 2, Wii, Windows                                                                      |
| 2007 | Meet the Robinsons                   | GameCube, PlayStation 2, Xbox 360, Wii, Windows                                                  |
| 2007 | Hannah Montana: Spotlight World Tour | PlayStation 2, Wii                                                                               |
| 2008 | Bolt                                 | PlayStation 2, PlayStation 3, Xbox 360, Wii, Windows                                             |
| 2010 | Toy Story 3                          | PlayStation 3, Xbox 360, Wii, Windows, Mac OS X                                                  |
| 2011 | Cars 2                               | PlayStation 3, Xbox 360, Wii, Windows, Mac OS X                                                  |
| 2013 | Disney Infinity                      | PlayStation 3, Xbox 360, Wii, Wii U, Windows, iOS                                                |
| 2014 | Disney Infinity 2.0                  | PlayStation 3, PlayStation 4, Xbox 360, Xbox One, Wii U, PlayStation Vita, Windows, iOS, Android |
| 2015 | Disney Infinity 3.0                  | PlayStation 3, PlayStation 4, Xbox 360, Xbox One, Wii U, Windows, iOS, Android, Apple TV         |
| 2017 | Cars 3: Driven to Win                | PlayStation 3, PlayStation 4, Xbox 360, Xbox One, Wii U, Nintendo Switch                         |
| 2023 | Hogwarts Legacy                      | PlayStation 4, PlayStation 5, Xbox One, Xbox Series X/S, Nintendo Switch, Windows                |